# ジュセ
ジュセ （Jeuxey）は、フランス、グラン・テスト地域圏、ヴォージュ県のコミューン。エピナルに接する町である。

## 歴史
この地には先史時代から人が定住していた。1948年には珪岩の斧が発掘されている。

## 人口統計
| 1962年 | 1968年 | 1975年 | 1982年 | 1990年 | 1999年 | 2006年 | 2015年 |
| ------ | ------ | ------ | ------ | ------ | ------ | ------ | ------ |
| 508    | 550    | 596    | 657    | 699    | 688    | 664    | 685    |

参照元:1962年から1999年までは複数コミューンに住所登録をする者の重複分を除いたもの。それ以降は当該コミューンの人口統計によるもの。1999年までEHESS/Cassini、2006年以降INSEE。

## 史跡
- シャトー・ド・フェルー - 18世紀
- アデルフ要塞 - 古い、セレ・ド・リヴィエール式要塞。1183年から1885年にかけて建設。2014年6月24日に解散したフランス空軍の電子戦隊が駐屯していた。それにもかかわらず、電子戦で必要とするポリゴンのアンテナが要塞に残されている。

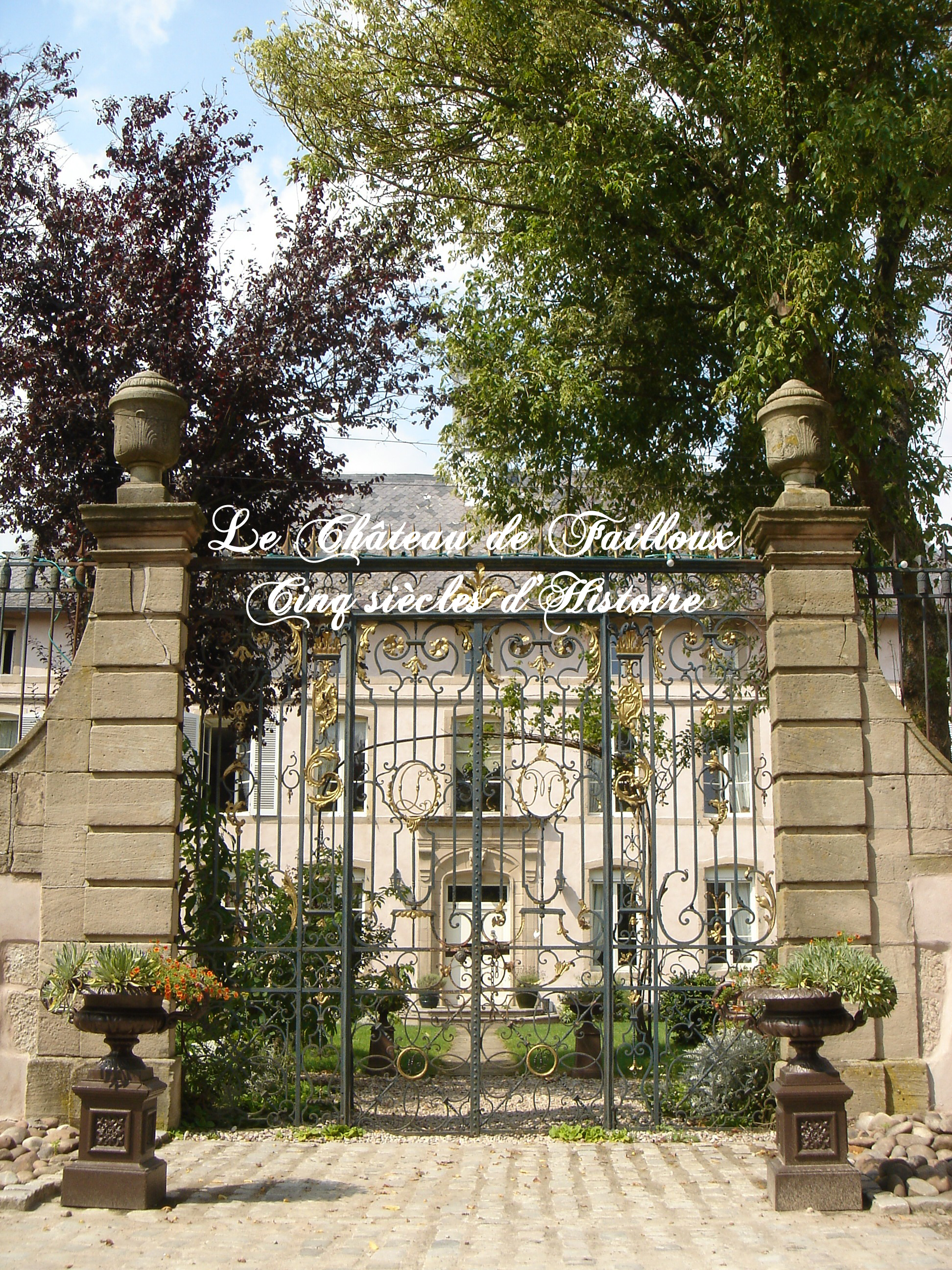
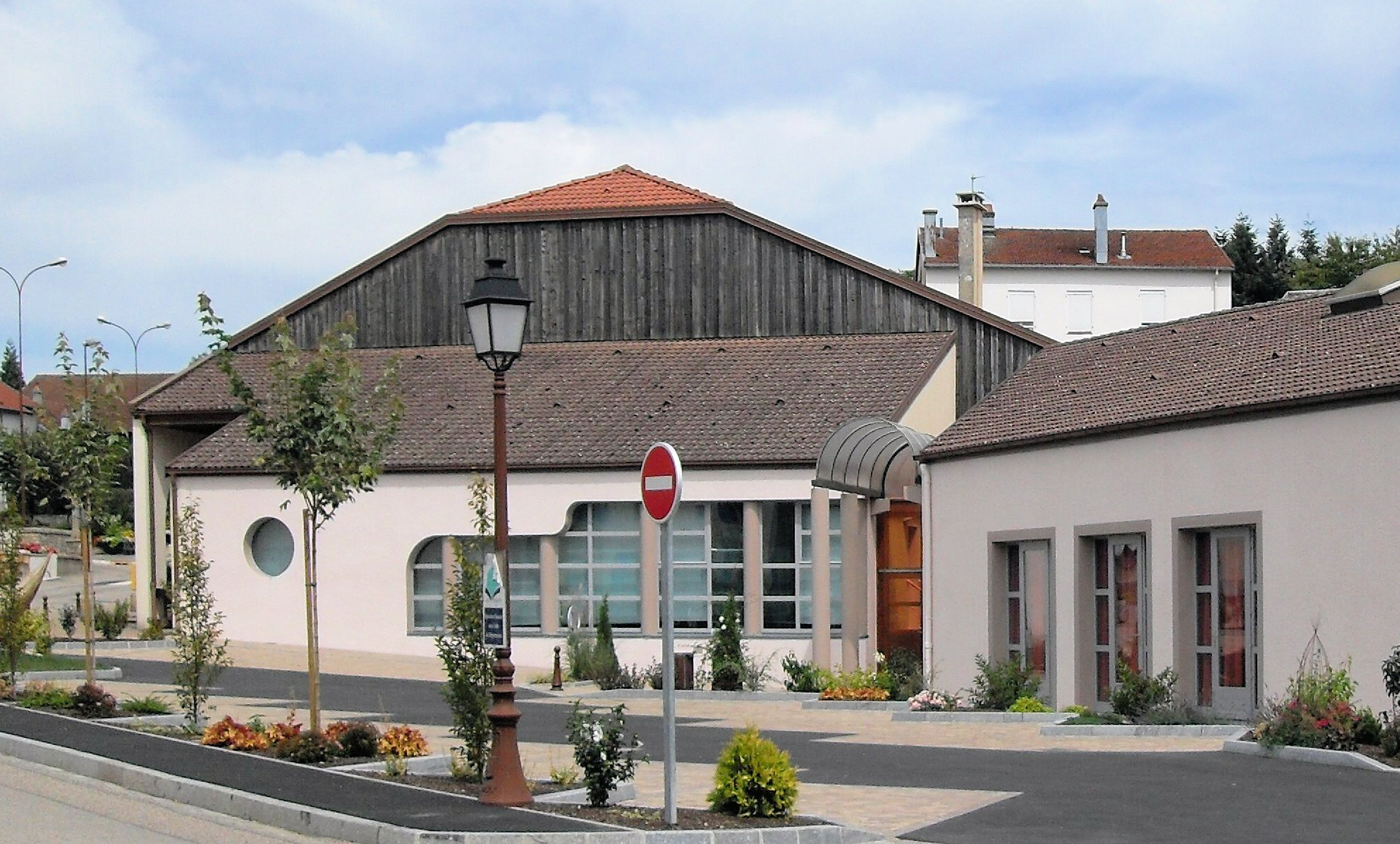
サン・ゲラン教会と役場

## 参照
1. ↑  http://cassini.ehess.fr/cassini/fr/html/fiche.php?select_resultat=17846
2. ↑  https://www.insee.fr/fr/statistiques/3293086?geo=COM-88253
3. ↑  http://www.insee.fr